# 奎玉克协海尔古城遗址
奎玉克协海尔古城遗址（維吾爾語：قويۇق شەھىرى‎），民国时称“柯尤克沁城”:160，位于新疆维吾尔自治区巴音郭楞蒙古自治州轮台县东南20公里荒漠地。1957年，以轮台古城之名，列入第一批新疆维吾尔自治区文物保护单位。
奎玉克协海尔（維吾爾語：‎，拉丁维文：Koyuk Shahri）一名中，“奎玉克”、“柯尤克沁”是维吾尔语“灰烬”的同名异译；“协海尔”即维吾尔语“古城”，其名称整体含义为“灰烬城”:45—46，当地俗称“轮台城”。

## 遗址历史
西汉时，西域轮台国的国都——轮台城（仑头城）一般认为在今轮台县境内。在当代，其县境内，有两个古城池遗址被认为是轮台城遗址:160。轮台与烏壘又被认为是同地异名。
1913年至1915年，英国考古学家斯坦因重访塔里木盆地。他先后考察轮台县东南拉帕尔村的阔纳协海尔古城（Kōna Shahri）和迪那河下游的奎玉克协海尔古城（Koyuk Shahri）:45。1928年，黄文弼在轮台县考察，他称为“柯尤克沁旧城”。他推测奎玉克协海尔古城遗址为轮台城，“着果特沁旧城”（今卓尔库特古城遗址）为轮台屯田的校尉城:46:160。
1957年1月，以轮台古城之名列为为第一批新疆维吾尔自治区文物保护单位。1980年，新疆博物馆对古城遗址进行较系统的调查和测量。第二、三次全国不可移动文物普查期间，进行再次调查和建档。2013年，北京大学考古文博学院林梅村教授考证，轮台城应是卓尔库特古城遗址:160，此为西域都護府治所乌垒城:43。

## 遗址概况
奎玉克协海尔古城遗址地处迪那河下游冲积扇，毗邻S165沙漠公路。城址平面呈不规则圆角长方形，南北长310米，东西宽260米，总面积约6万平方米，中心存有椭圆形高台遗存（残高6.5米）。周边分布卓尔库特古城等同期遗址‌。地表可见盐碱化墙垣遗迹，城墙采用垛泥法夯筑，基宽15米，护城壕宽12.5米，属塔里木盆地北缘现存最完整的青铜时代城址之一。
经碳十四测年及地层分析，该城始建于春秋晚期（前5世纪），延续使用至西汉末期（公元1年前后）废弃，历时约500年。新疆文物考古研究所与北京大学联合考古确认，其废弃层发现匈奴文化典型陶器，与《汉书·西域传》所载神爵二年（前60年）匈奴日逐王降汉事件存在时空关联。